# Dendrocnide moroides
Dendrocnide moroides (ook wel gympie of gympie-gympie genoemd) is een plant uit de brandnetelfamilie (Urticaceae). De plant heeft een struik- tot boomachtige vorm en is geheel bedekt met zeer sterk irriterende brandharen.

## Verspreiding en habitat
Dendrocnide moroides komt van nature voor in Australië (in met name Queensland; de plant is zeldzamer in het zuiden en staat zelfs geregistreerd als 'bedreigde plantensoort' in New South Wales) en in Indonesië (waaronder de Molukken). De plant groeit in regenwouden, in wegbermen en langs de oevers van stroompjes. Buiten deze regio is de plant ook geëxporteerd; in Nederland is de plant te zien in Almere Jungle en in de Hortus botanicus Leiden.

## Uiterlijke kenmerken
Dendrocnide moroides kan twee tot drie meter hoog worden. De plant heeft een donzig uiterlijk doordat zij geheel bedekt is met brandharen.
De bladeren zijn hartvormig en fijn-gezaagd, met een lengte van 12 tot 22 centimeter en een breedte van 11 tot 18 centimeter. De bladeren hebben 6 tot 8 nerfparen met een duidelijk te onderscheiden basaal nerfpaar. De bladsteel is tussen 10 en 18 centimeter lang en heeft 1 centimeter lange steunblaadjes.
Dendrocnide moroides is eenhuizig; de bloeiwijze is vertakt en heeft een lengte van 15 cm en reikt tot 8 centimeter breed. De bloemstengels zijn kort (tot 1,5 millimeter). De kleine bloemen hebben vier tepalen. Binnen het geslacht is de soort uniek omwille van de bloeiwijze: de weinige mannelijke bloemen worden omringd door de vrouwelijke bloemen. De mannelijke bloemen hebben 0,75 millimeter lange meeldraden; de vrouwelijke bloemen hebben een stamper met een 0,5 millimeter lang vruchtbeginsel en een 2 millimeter lange stempel.  
De sappige, felroze tot paarse moerbeivormige vruchten zijn ongeveer 2 millimeter lang en 1,5 millimeter breed. Ze worden omsloten door het bloembekleedsel. Ook de vruchten zijn bekleed met brandharen.

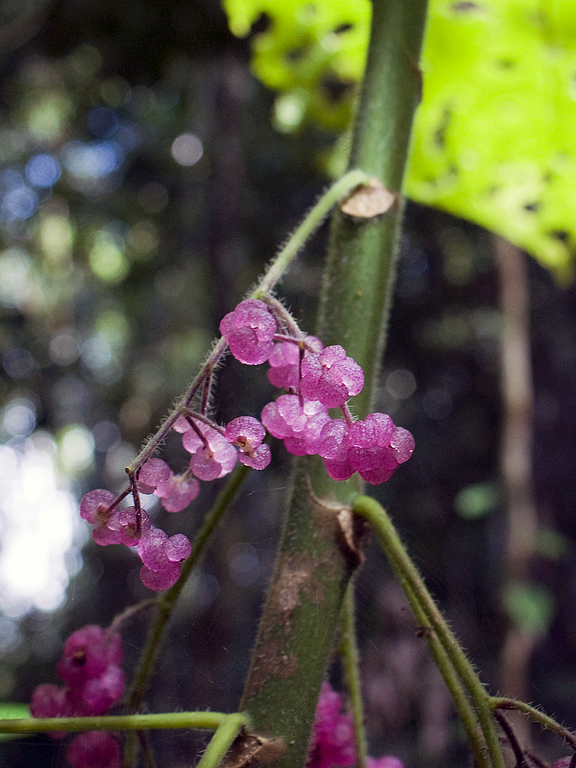
Vruchten

## Giftigheid

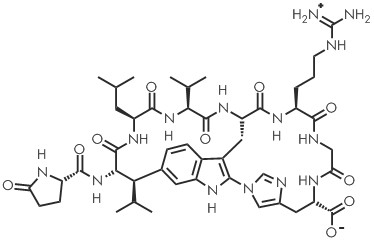
Fig. 1: de chemische structuur van moroïdine

Aanraking van alle delen van de plant kan de holle naalden, die van harde silicapunten voorzien zijn, doen afbreken, waarna ze de huid binnendringen en een toxine genaamd moroïdine vrijgeven. Dit veroorzaakt een over de loop van de eerste 30 minuten toenemende, hevige brandende en/of stekende pijn, en lokale roodheid en zwelling. De duur van de pijnklachten kan variëren van enkele uren tot 1 à 2 dagen; als er naalden achtergebleven zijn in de huid kan de pijn, hoewel in mindere mate, zelfs vele maanden later bij aanraking (of bij koud douchen, of soms zelfs bij temperatuursverandering in de omgeving) terugkeren. 
De plant lijkt de brandharen ook bij snoeien los te laten, en blootstelling aan de brandharen kan dan ook via inademing plaatsvinden. Bij werkzaamheden moet dan ook adembescherming gedragen worden. Inhalatoire effecten zijn tot nog toe beperkt gebleven tot loopneus, niezen, (milde) neusbloedingen en irritatie van de mond- en keelholte.
Een niet-medicamenteuze manier om de pijn te beperken is om de haartjes eruit te trekken zonder ze kapot te maken, bijvoorbeeld met een ontharingsstrip of plakband. Een aantal inheemse buideldier-, vogel-, en insectensoorten zijn ongevoelig voor het gif en eten de bladeren (inclusief brandharen).
Moroïdine, moleculair-structureel gesproken een bicyclisch octapeptide met een zeldzame koolstof-stikstofbrug tussen tryptofaan en histidine (zie ook figuur 1), werd voor het eerst geïsoleerd uit de bladeren en stengels van Dendrocnide moroides. Vervolgens kon worden aangetoond dat het deze verbinding is die verantwoordelijk is voor de (aanhoudende) pijnklachten na blootstelling aan de brandharen. Moroïdine is chemisch stabiel, zodat zelfs gedroogde bladeren van bijna honderd jaar oud nog steeds steken en pijn kunnen veroorzaken.
Er zijn anekdotes, hoewel niet peer-reviewed, van paarden die zichzelf, na in aanraking gekomen te zijn met de gympie-gympie, waanzinnig geworden van de pijn, in een ravijn zouden hebben gestort.